# Acantholimon cleistocalyx
Acantholimon cleistocalyx är en triftväxtart som beskrevs av Hand.-mazz. Acantholimon cleistocalyx ingår i släktet Acantholimon och familjen triftväxter. Inga underarter finns listade i Catalogue of Life.